# Antarcturidae
Antarcturidae (лат.) — семейство равноногих ракообразных из подотряда Створчатоногие (Valvifera). Известно около 90 видов. Наиболее разнообразно в Южном океане.

## Описание
Мелкие шиповатые раки вытянутой формы. Тело согнуто между переонитами 4 и 5. Голова и переонит 1 слиты. Переонит 4 сходной длины с переонитом 3. Все плеониты слиты в плеотельсон. Тело сильно шиповатое, по крайней мере, с дорсальной и дорсолатеральной парами шипов, часто доминирует пара около конца плеотельсона; плеотельсон без дорсолатеральных гребней, заканчивающихся медиодорсальным задним шипом. Дорсальные коксальные пластинки 2—7 утрачены, основания переоподов обнажены. Ротовые органы и переопод 1 видны сбоку. Глаза хорошо развиты, либо редуцированы или утрачены. Переоподы 2–4 удлинённые, дифференцированы от подвижных переоподов 5–7.

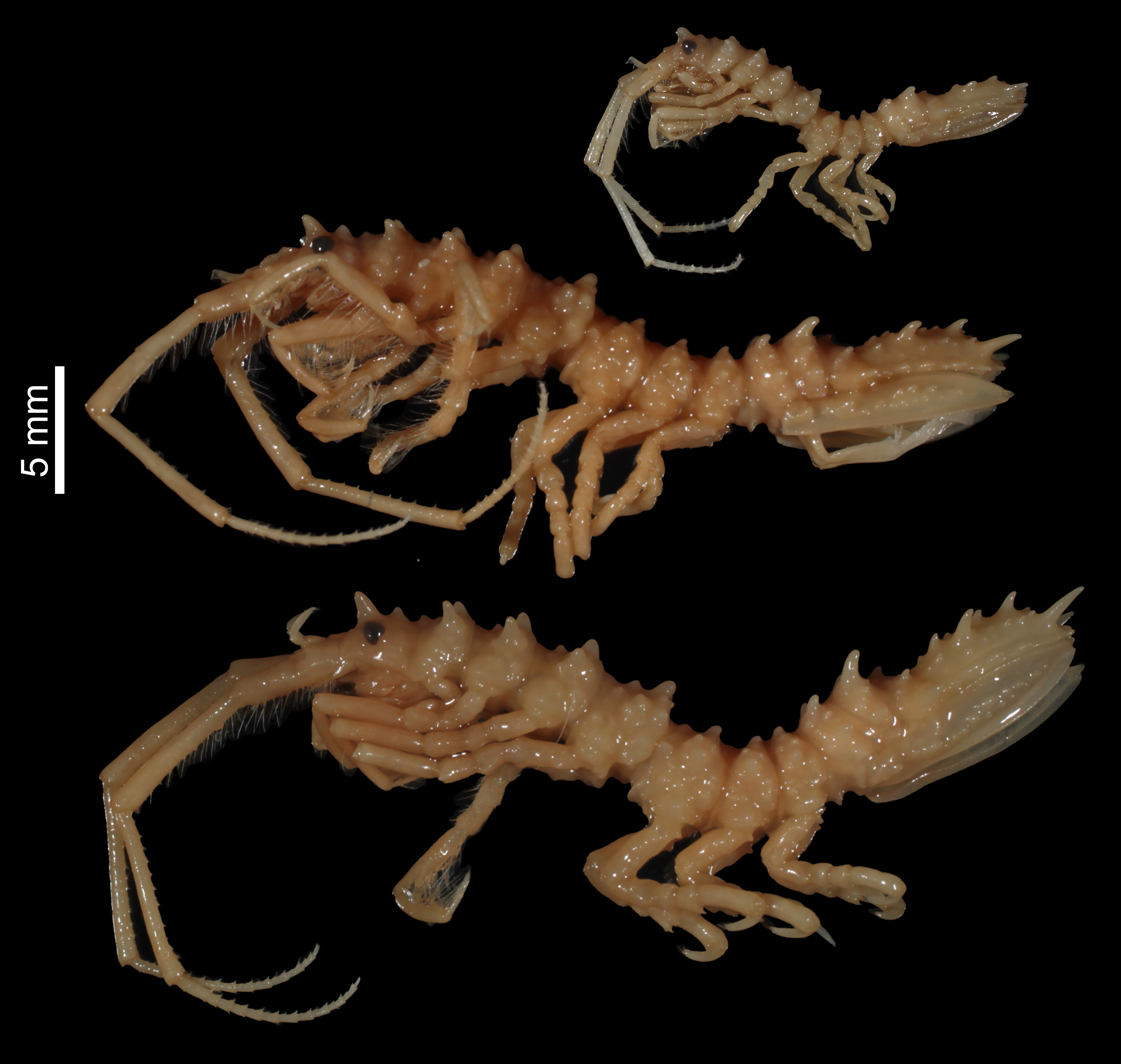
Antarcturus signiensis

## Классификация и распространение
Около 20 родов и 90 видов. Новое семейство создано в 2001 году для дифференциации большой группы родов, традиционно относимых к Arcturidae. Роды антарктурид значительно различаются по форме. Все они имеют цилиндрические слегка коленчатые тела. Ни один из них не изогнут так сильно, как Austrarcturellidae. Большинство видов, ранее считавшихся Arcturidae из Антарктиды, где они многочисленны и разнообразны, являются представителями Antarcturidae. Семейство наиболее разнообразно в Южном океане и является доминирующей группой Valvifera в глубоководных районах обоих полушарий.
- Abyssarcturus Kussakin & Vasina, 1995
- Acantharcturus Schultz, 1981
- Antarcturus zur Strassen, 1902
- Caecarcturus Schultz, 1981
- Chaetarcturus Brandt, 1990
- Cylindrarcturus Schultz, 1981
- Fissarcturus Brandt, 1990
- Furcarcturus Baltzer, Held & Wägele, 2000
- Glaberarcturus Kussakin & Vasina, 1998
- Globarcturus Kussakin & Vasina, 1994
- Halearcturus Poore, 2015
- Litarcturus Brandt, 1990
- Marmachius Poore, 2012
- Mixarcturus Brandt, 1990
- Oxyarcturus Brandt, 1990
- Tuberarcturus Brandt, 1990
- Xiphoarcturus Pereira, Roccatagliata & Doti, 2019